# Довженко Валеріан Данилович
Валеріа́н Дани́лович Довже́нко (14 вересня (27 вересня за новим стилем) 1905, Ростов-на-Дону — 5 січня 1995, Київ) — український музикознавець і композитор. Доктор мистецтвознавства (1969). Професор (1973).

## Життєпис
У 1925—1929 роках — член правління і відповідальний секретар Харківської філії Всеукраїнського музичного товариства імені Миколи Леонтовича та Всеукраїнського товариства революційних музик. У 1928—1930 роках — референт Головного репертуарного комітету в музичних справах при Народному комісаріаті освіти УСРР. У 1929—1931 роках — завідувач кабінету масової музичної роботи Асоціації пролетарських музикантів України.
1931 року закінчив Харківський музично-драматичний інститут.
У 1931—1932 роках — директор Всеукраїнського методичного кабінету художньої самодіяльності. Член Спілки радянських композиторів України (з 1932).
У 1932—1934 роках був асистентом та викладачем Харківського музично-драматичного інституту. Одночасно в 1932—1934 роках — музичний редактор Харківського обласного радіо. У 1934—1937 роках — музичний редактор Всеукраїнського радіокомітету в Києві.
Одночасно з 1935 по 1940 рік працював викладачем Київської консерваторії та музичного училища імені Р. Глієра. У 1936 році закінчив аспірантуру при Харківському музично-драматичному інституті та Київську консерваторію (у Пилипа Козицького, Семена Богатирьова та Льва Ревуцького). У 1938—1939 роках — завідувач кабінету історії музики і навчальної частини Київського музичного училища імені Р. Глієра.
У 1939—1941 роках — старший інспектор з творчих питань відділу музики Управління у справах мистецтв при Раді народних комісарів УРСР. Одночасно був референтом із пропаганди Спілки радянських композиторів України.
Член ВКП(б) з 1944 року.
У 1945—1953 роках — завідувач відділу музики й музичної фольклористики, в 1953—1960 роках — заступник директора, в 1960—1972 роках — завідувач відділу музикознавства Інституту мистецтвознавства, фольклору та етнографії Академії наук УРСР у Києві.
У 1946—1947 роках — голова музикознавчої секції, в 1947—1952 роках — член Правління, в 1951—1953 роках — голова музикознавчої секції Спілки радянських композиторів України.

## Твори
- Дитяча опера «Пригоди зайця» (1982).
- Хори, романси, пісні, п'єси, обробки народних пісень.

## Праці
- «Творчий шлях композитора В. Косенка» (1949).
- «П. І. Ніщинський» (1951, 1955).
- «Нариси з історії української радянської музики» (том 1 — 1957, том 2 — 1967).